# Verhás József
Verhás József (Budapest, 1939. június 6. – 2020. május 7.) magyar vegyészmérnök, a kémiai tudomány doktora.

## Életútja
Verhás József Budapest XIII. kerületében született, édesapja Verhás József és édesanyja Tisza Ilona egyetlen gyermekeként. Felesége Mérő Zsuzsanna Anna. 1966. május 29-én született első gyermekük, Verhás Péter, majd 1969. október 28-án Verhás István. 
2020. május 7-én hunyt el daganatos betegség következtében.

## Munkássága
1957-től tanult a  Budapesti Műszaki Egyetemen a fizika-kémia tanszéken, majd 1962 májusában diplomamunkáját a Termogalvánelemek irreverzibilis Termodinamikai vizsgálata címen írta. A diplomamunkáról 1962. május 31-én Gyarmati István kandidátus írt pozitív bírálatot. Diplomamunkája előszavában József a szüleinek köszönte meg taníttatását és a 25. házassági évfordulójuk alkalmából tiszteletükre ajánlotta.
Lediplomázását követően pályafutását 1962-ben a Fizikai Kémia Tanszéken kezdte gyakornokként. 1963-ban tanársegéddé, 1967-ben adjunktussá, 1975-ben docenssé nevezték ki. 1973-ban a BME Fizika Tanszékére került a Vegyészmérnöki Fizika Osztályra, majd a Kémiai Fizika Tanszékre.
1977-ben Gyarmati Istvánnal közösen alkották meg a termodinamikai hullámelméletet, amely termikus, diffúziós és termodiffúziós hullámok leírására egyaránt alkalmas. Az elmélet alapja az a feltételezés, hogy egyes, nem egyensúlyi állapotban lévő termodinamikai rendszerek esetében az entrópiasűrűség nem csupán az egyensúlyi állapothatározók sűrűségfüggvényeitől, hanem a transzportfolyamatok mennyiségeinek áramsűrűségeitől is függ.
1987 és 1993 között tanszékvezető helyettes, 1988-tól 1992-ig a Fizika Intézet igazgató helyettese volt.
A kémiai tudomány doktora címet 1991-ben szerezte meg Összetett kémiai szerkezetű közegek mechanikai tulajdonságainak nemlineáris termodinamikai elmélete című disszertációjával, melyet 1991. február 6-án bíráltak el.
1988-1990 között a Kertészeti Egyetemen a Termodinamika c. tárgy előadója volt. A Vegyészmérnöki és Biomérnöki Kar nappali tagozatán és az angol nyelvű képzésben 2 speciális tárgy oktatója volt. 1974-től 1992-ig a Baranya megyei egyetemi felvételi-érettségi közös írásbeli vizsgák megyei biztosa volt. Olaszországban többször volt vendégprofesszor, Magyarországon és külföldön opponensként is tevékenykedett. Több szakcikk és könyv szerzője, valamint társszerzője volt. A tudományos közéletben is aktívan részt vett, az MTESZ, a Bólyai János Matematikai Társaság, az Eötvös Loránd Matematikai és Fizikai Társaság tagja, a Thermodinamikai Szakcsoport elnöke, az Energiagazdálkodási Tudományos Egyesületvezető elnökségi tagja, az International Society for the Interaction of Mechanics and Mathematics, az International Journal of Non-Equilibrium Thermodinamics Engineering Mechanics szerkesztőbizottságának tagja, a Messinai Tudományos Akadémia, a European Academy of Sciences, a CODATA, a TMB és a Fizikai Csillagászati Szakbizottság tagja volt. Munkásságát több kitüntetéssel és díjjal ismerték el. 1978-ban ”Kiváló Munkáért”, 1981-ben „Kiváló Aktiva” kitüntetést, 1987-ben a Segner János András-díj arany fokozatát kapta.
1985-ben a Műszaki Könyvkiadó kiadta Termodinamika és reológia című könyvét, melyet Gyarmati István lektorált és Juhász Ágnes okleveles fizikus szerkesztett.
2007 júniusában vonult nyugdíjba.

## Díjai, elismerései
- Segner János András-díj (1987)